# Harzweg 15 (Quedlinburg)

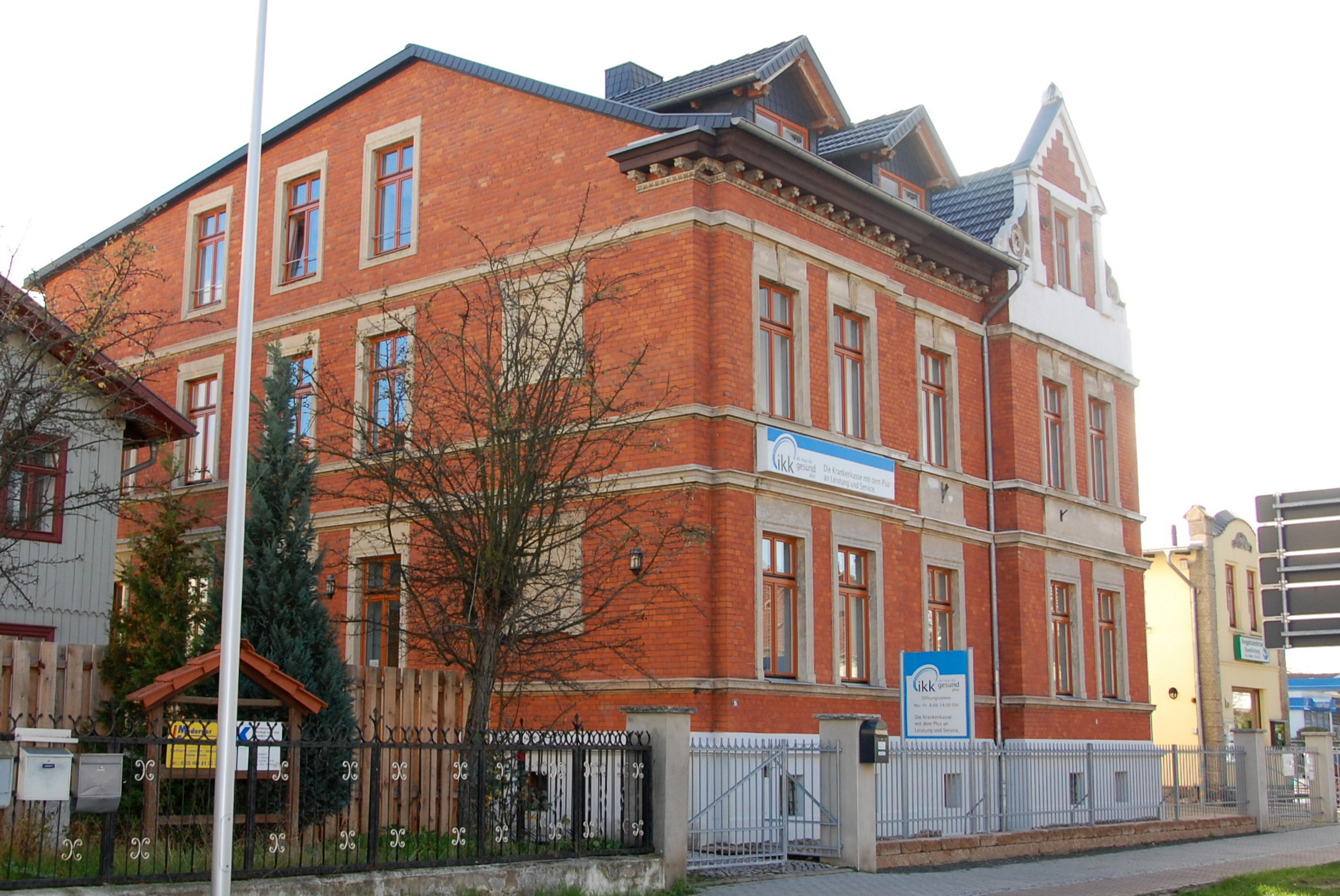
Harzweg 15

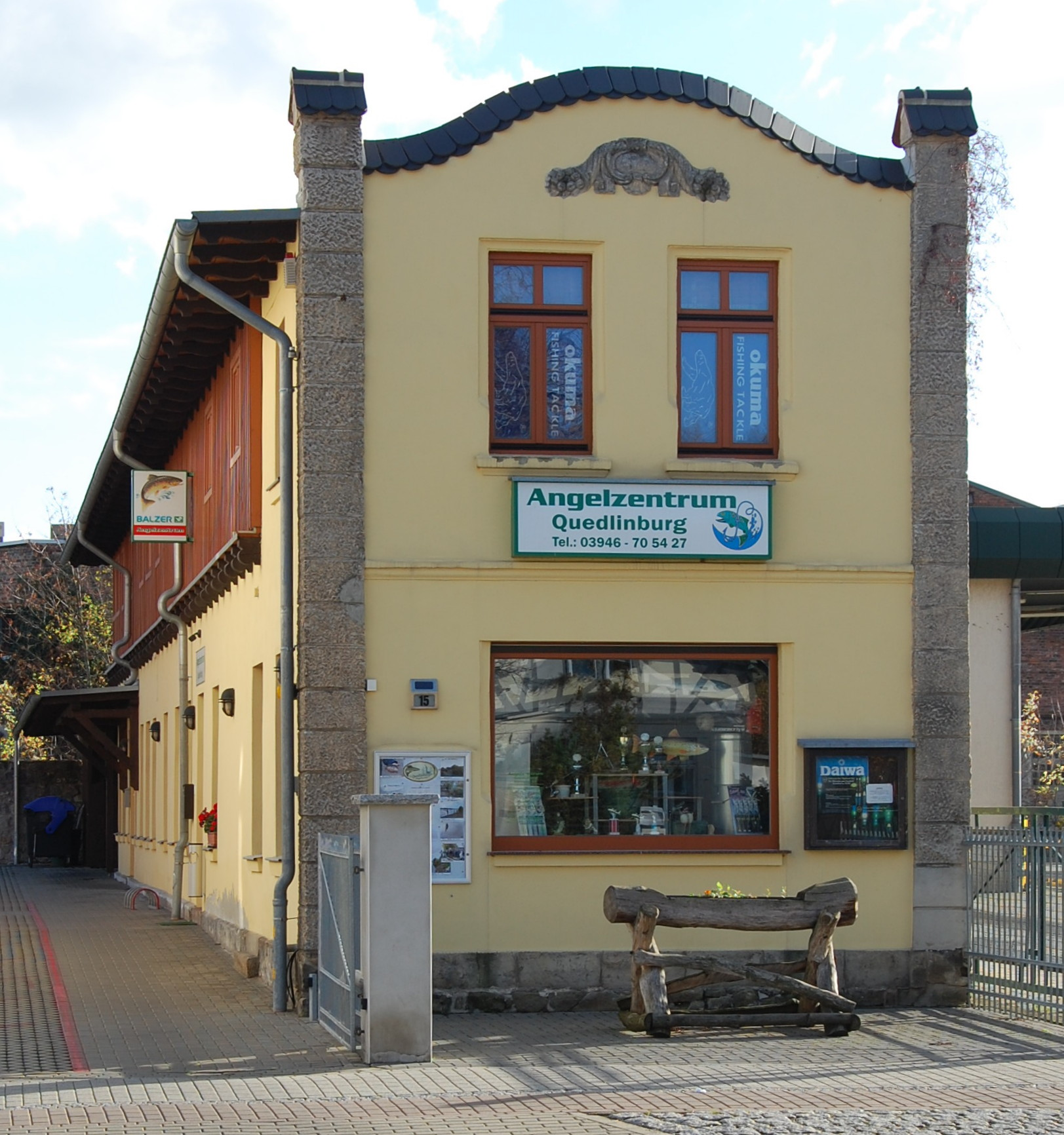
Ehemalige Waschküche

Das Haus Harzweg 15 ist ein denkmalgeschütztes Gebäude in Quedlinburg in Sachsen-Anhalt.

## Lage
Das im Quedlinburger Denkmalverzeichnis als Wohnhaus eingetragene Gebäude befindet sich südlich der Quedlinburger Altstadt auf der Südseite des Harzwegs.

## Architektur und Geschichte
Das zweigeschossige Gebäude wurde im Jahr 1889 vom Baumeister C. Höbbel für den Fabrikanten Anton Krause im Stil des Historismus gebaut. Die Fassade des aus Klinkern errichteten Hauses wird durch zwei Seitenrisalite geprägt. Sowohl die Gesimse als auch die Fensterrahmungen sind durch Verputzungen abgesetzt.
Westlich des Wohnhauses befindet sich ein langgestrecktes Nebengebäude, das 1907 als Waschküche errichtet wurde. Bemerkenswert ist der straßenseitige in Formen des Jugendstils geschwungene Giebel.